# Paul Valéry (film)
Pour plus de détails, voir Fiche technique et Distribution.
Paul Valéry est un court métrage documentaire français réalisé et produit par Roger Leenhardt en 1960.

## Synopsis
Évocation de la vie et de l'œuvre de Paul Valéry (1871-1945) à partir de textes de l'auteur lus par son fils Claude Valéry.

## Fiche technique
- Titre : Paul Valéry
- Réalisateur et producteur : Roger Leenhardt
- Textes originaux : Paul Valéry dits par Claude Valéry
- Directeur de la photographie : Pierre Ancrenaz, Henri Sarrade
- Musique : Henri Sauguet
- Directeur de production : Philippe Dussart
- Production: Les Films du Compas
- Pays d'origine : France
- Durée : 18 min
- Procédé : 35 mm (positif & négatif) couleurs, son mono
- Dates de sortie : décembre 1960 (Journées Internationales du Court-Métrage de Tours) / mai 1961 (Festival de Cannes) / 28 octobre 1994 (Festival Cinémed)